# 토이아나래
토이아나래는 미국의 가수다. 2016년 싱글 앨범 [On the 1]으로 데뷔했다.

## 방송
- 쇼미더머니1 (2012)
- 쇼미더머니3 (2014) - Top12(12위)

## 음반
- Urban Heartbeat, Vol.1 (2017)
- Urban Heartbeat, Vol.3 (2017)
- The Urban Pulse, Vol. 1 (2017)
- The Urban Pulse, Vol. 3 (2017)
- Raz B Presents Foreign Money (2017)

## 피처링
- Midnight- All Night

## 수상
- 글로벌 참 예술인 시상식 글로벌 스타상 (2016)
- 대한민국 문화연예대상 글로벌 인터네셔널 스타상 (2016)
- 글로벌 자랑스러운 인물대상 (2016)
- LBMA 스타어워즈 뉴스타상 (2016)

## 경력
- 서울문화홍보원 홍보대사 (2016)